# Rudolf Noack
Rudolf «Rudi» Noack (Harburgo, Imperio alemán, 30 de marzo de 1913-Unión Soviética, ca. 30 de junio de 1947) fue un futbolista alemán que jugaba como delantero.
Participó en la Segunda Guerra Mundial y murió en 1947 en cautiverio soviético, a la edad de 34 años.

## Selección nacional
Fue internacional con la selección alemana en 3 ocasiones y convirtió un gol. Fue convocado para disputar la Copa Mundial de 1934. Solamente jugó un partido y anotó el único gol de su selección en la derrota por 3-1 ante Checoslovaquia en semifinales, terminando en el tercer lugar.

### Participaciones en Copas del Mundo
| Mundial                        | Sede   | Resultado    | Partidos | Goles |
| ------------------------------ | ------ | ------------ | -------- | ----- |
| Copa Mundial de Fútbol de 1934 | Italia | Tercer lugar | 1        | 1     |

## Clubes
| Club                     | País                | Año       |
| ------------------------ | ------------------- | --------- |
| SV Harburgo              | República de Weimar | 1931      |
| Hamburgo SV              | Alemania nazi       | 1931-1945 |
| First Vienna FC (cedido) | Alemania nazi       | 1943      |

## Palmarés

### Campeonatos regionales
| Título                               | Club        | País                | Año  |
| ------------------------------------ | ----------- | ------------------- | ---- |
| Campeonato de Alemania Septentrional | Hamburgo SV | República de Weimar | 1931 |
| Campeonato de Alemania Septentrional | Hamburgo SV | República de Weimar | 1932 |
| Campeonato de Alemania Septentrional | Hamburgo SV | Alemania nazi       | 1933 |
| Gauliga Nordmark                     | Hamburgo SV | Alemania nazi       | 1937 |
| Gauliga Nordmark                     | Hamburgo SV | Alemania nazi       | 1938 |
| Gauliga Nordmark                     | Hamburgo SV | Alemania nazi       | 1939 |
| Gauliga Nordmark                     | Hamburgo SV | Alemania nazi       | 1941 |
| Gauliga Hamburg                      | Hamburgo SV | Alemania nazi       | 1945 |

### Campeonatos nacionales
| Título           | Club            | País          | Año  |
| ---------------- | --------------- | ------------- | ---- |
| Copa de Alemania | First Vienna FC | Alemania nazi | 1943 |

### Distinciones individuales
| Distinción                                        | Año  |
| ------------------------------------------------- | ---- |
| Máximo goleador de la Copa de Alemania (ex aequo) | 1943 |